# L'Écuyer mirobolant
L'Écuyer mirobolant est un roman du journaliste et écrivain français Jérôme Garcin paru en 2010.

## Résumé
À Dax en 1949 meurt le capitaine Étienne Beudant, écuyer émérite. Il est entré à l'école d'équitation de Saumur en 1887. En 1892, il va dans le Montana et rencontre Calamity Jane. En 1893, il va en Algérie. Il s'applique à soigner et dresser des chevaux barbes. En 1915, il est responsable des haras marocains. En 1923, il part en retraite à Dax et achète des chevaux, dont l'excellente Vallerine dont il se sépare en 1927. Philippe, parisien, la récupère en 1940 et s'installe comme éleveur en 1950. Vallerine accouche de Rimbaud et Philippe découvre le passé de Vallerine. Il se promet d'élever Rimbaud dans la lignée du capitaine.

## Réception
Raphaëlle Rérolle, pour Le Monde des livres, qualifie ce roman de talentueux, avec son « lexique précis, sec et pourtant merveilleusement évocateur, [qui] met en valeur cette personnalité sans mesquineries ».